# 九月姫とウグイス
『九月姫とウグイス』（くがつひめとウグイス、Princess September and the Nightingale）は、ウィリアム・サマセット・モームの児童文学作品。1922年発表。
モームの生涯における唯一の児童文学作品であり、1930年初版の東南アジア旅行記『パーラーの紳士』（The Gentleman In The Parlour: A Record of a Journey From Rangoon to Haiphong）に収録された。日本では、1954年に岩波書店から光吉夏弥/訳・武井武雄/画の絵本として刊行されている。

## あらすじ
シャム（現在のタイ王国）の国王夫妻には最初、「夜」と「昼」と名付けられた2人の王女がいた。しかし、さらに2人の王女が生まれたので上の2人は「春」「夏」に名前を改め、新しく生まれた王女には「秋」「冬」と名付けた。しかし、さらに3人の王女が生まれたので上から「月曜」「火曜」「水曜」「木曜」「金曜」「土曜」「日曜」に名前を改めた。しかし、さらに2人の王女が生まれたので、国王夫妻は悩んだ末に「一月」「二月」「三月」「四月」「五月」「六月」「七月」「八月」「九月」と名付けた。ここまで来ると、もしも王女が12人以上生まれたらどうしようと国王夫妻は思い悩んだが、幸いなことに九月姫を最後に王女は生まれることはなかった（ちなみに王子は10人でそれぞれ「A」～「J」と名付けられたが、王子たちは物語に直接登場していない）。
末の王女・九月姫は優しく素直な性格に育ったが、姉たちはたびたび名前を変えられたことが原因ですっかり性格がひねくれてしまった。そんなある日、九月姫のもとに美しい声で歌う一羽の鳥が舞い込んで来る。

## 書誌情報
- 1954年12月10日初版 ISBN 4001100401

## 備考
- 原題の「Nightingale」（ナイチンゲール）は日本語では「ウグイス」と訳するのが慣例になっているが、スズメ目ヒタキ科のサヨナキドリのことである。アンデルセン童話にも中国の孤独な皇帝を美しい声の小鳥が慰める『小夜啼鳥』 (別題「ナイチンゲール」「夜鳴きうぐいす」)がある。
- イラストレーター・九月姫のペンネームの由来は本作である。